# BanG Dream! Ave Mujica
BanG Dream! Ave Mujica est une série télévisée animée japonaise créée par Bushiroad et produite par Sanzigen. Il s'agit d'un spin-off de la série animée principale BanG Dream!, faisant suite à BanG Dream! It's MyGO!!!!!. La série a été diffusée de janvier à mars 2025. Une adaptation manga écrite et illustrée par Pinfu Hiroyama, intitulée BanG Dream! Ave Mujica -manuscriptus-, a commencé à être publiée dans le magazine Comic Growl de Bushiroad depuis janvier 2025.
Une adaptation en anime, produite par le studio Sanzigen, est diffusée entre le 2 janvier et le 27 mars 2025. En France, elle est diffusée par Crunchyroll sous le titre Ave Mujica - The Die is Cast -. Une suite d'Ave Mujica et d'It's MyGO!!!!! a été annoncée.

## Synopsis
La série suit les exploits du groupe éponyme, Ave Mujica, l'un des deux groupes, avec MyGO!!!!!, fondés après la séparation de CRYCHIC. Malgré la popularité croissante d'Ave Mujica après plusieurs concerts à succès, la leader Sakiko Togawa continue d'exiger avec fermeté que les membres suivent sa vision du groupe afin d'oublier complètement son passé traumatisant. Des conflits internes éclatent au grand jour, révélant les arrière-pensées, les insécurités, les secrets et les traumatismes de chacun.

## Personnages

### Ave Mujica
Sakiko Togawa (豊川 祥子, Togawa Sakiko) - Oblivionis
Voix japonaise : Kanon Takao
La claviériste austère et leader du groupe, qui décrit son personnage comme « celle qui n'a pas peur d'être oubliée ». Étudiante en première année à la Haneoka Girls' Academy et ancienne membre de CRYCHIC, elle vit actuellement dans la pauvreté avec son père déshonoré. Elle a fondé Ave Mujica après la séparation de CRYCHIC et après avoir vu ses anciennes camarades Tomori, Soyo et Taki interpréter leur chanson « Haruhikage » (春日影, litt. « Soleil printanier ») avec le groupe qui deviendra MyGO!!!!!, et s'efforce de faire prospérer le groupe en suivant sa vision.
Le réalisateur Kōdai Kakimoto a décrit Sakiko comme souhaitant oublier la douleur émotionnelle qu'elle a ressentie à la suite de la dissolution de CRYCHIC, ce qui l'a conduite à former Ave Mujica et à masquer ses sentiments sous le personnage d'Oblivionis. Il a également commenté son incapacité à oublier véritablement, car elle continue de faire de la musique sous sa nouvelle identité malgré ses échecs précédents.
Mutsumi Wakaba (若葉 睦, Wakaba Mutsumi) - Mortis
Voix japonaise : Yuzuki Watase
Guitariste principale. Mutsumi est en première année à Tsukinomori. Elle est amie d'enfance avec Sakiko, et elle est l'ancienne guitariste de CRYCHIC. Ses parents sont des comédiens et acteurs célèbres, elle est la meilleure amie de Sakiko depuis son enfance et la rupture de CRYCHIC. Seule personne au courant de la situation de Sakiko, elle tente de la soutenir dans sa vision. Au cours de la série, Mutsumi se révèle atteinte d'un trouble dissociatif de l'identité. Son alter ego, Mortis, est plus sociable que Mutsumi. En tant que protectrice de Mutsumi, Mortis intervient auprès d'Ave Mujica pour lui éviter tout nouveau traumatisme mental.
Uika Misumi (三角 初華, Misumi Uika) - Doloris
Voix japonaise : Rico Sasaki
Chanteuse principale et guitariste. Uika est une première année au lycée Hanasakigawa. C'est la guitariste du duo d'idol sumimi et une amie d'enfance de Sakiko, elle lui exprime sa gratitude et son admiration pour son invitation à Ave Mujica et se consacre à ses côtés dès que possible. Le réalisateur Kōdai Kakimoto a expliqué que le personnage d'Uika avait pour but de la dépeindre comme une personne «enchaînée» et définie par son apparence, tandis qu'elle refoule ses véritables émotions tout au long de l'histoire.
Umiri Yahata (八幡 海鈴, Yahata Umiri) - Timoris
Voix japonaise : Mei Okada
La bassiste stoïque du groupe, qui décrit son personnage comme « celle qui n'a pas peur d'avoir peur ». Étudiante en première année à la Hanasakigawa Girls' Academy et amie proche de Taki, elle est musicienne de studio et travaille pour de nombreux groupes. Elle conserve un certain professionnalisme au sein d'Ave Mujica et une distance émotionnelle avec le groupe, le considérant simplement comme l'un de ses concerts.
Nyamu Yuutenji (祐天寺 にゃむ, Yūtenji Nyamu) - Amoris
Voix japonaise : Akane Yonezawa
Batteuse du groupe, elle est en quête d'attention et décrit son personnage comme «celle qui n'a pas peur de l'amour». Influenceuse en ligne populaire, elle cherche par tous les moyens à gagner en notoriété et en reconnaissance pour son groupe et elle-même. Elle est en désaccord avec Sakiko sur la direction d'Ave Mujica.

### MyGO!!!!!
Tomori Takamatsu (高松 燈, Takamatsu Tomori)
Voix japonaise : Hina Yōmiya
Tomori est une élève de première année à Haneoka. Elle est la chanteuse et parolière de MyGO!!!!! et anciennement de CRYCHIC. Elle a été très affectée par la dissolution de son premier groupe pensant qu'elle en était responsable.
Anon Chihaya (千早 愛音, Chihaya Anon)
Voix japonaise : Rin Tateishi
Guitariste rythmique et leader du groupe. Étudiante en première année à l'Académie des filles de Haneoka et amie proche de Tomori, elle l'aide à contacter Sakiko au sujet de ses difficultés.
Raana Kaname (要 楽奈, Kaname Rāna)
Voix japonaise : Hina Aoki
Rāna est la seconde guitariste du groupe. Elle est en troisième année au collège Hanasakigawa. Excentrique et talentueuse, elle s'est elle-même intégrée au groupe. Elle a une Hétérochromie : son œil droit est jaune tandis que son œil gauche est bleu. Elle est la petite-fille de l'ancienne propriétaire de SPACE.
Soyo Nagasaki (長崎 そよ, Nagasaki Soyo)
Voix japonaise : Mika Kohinata
La bassiste du groupe. Étudiante en première année à la Tsukinomori Girls' Academy et ancienne membre de CRYCHIC, elle continue de se souvenir du groupe malgré sa séparation compliquée et s'inquiète également pour le bien-être de Mutsumi et Sakiko, malgré ses animosités passées envers Mutsumi et son rôle dans la séparation de CRYCHIC.
Taki Shiina (椎名 立希, Shiina Taki)
Voix japonaise : Cco Hayashi
La batteuse du groupe. Étudiante en première année à l'Académie de filles de Hanasakigawa et ancienne membre de CRYCHIC, elle méprise Sakiko à la suite de son départ soudain du groupe, même si elle s'inquiète pour elle. Elle est également une amie proche d'Umiri.

### Personnages secondaires
Mana Sumida (純田 まな, Sumida Mana)
Voix japonaise : Hazuki Tanda
Mana est la chanteuse du duo d'idol sumimi.
Kiyotsugu Togawa (豊川 清告, Togawa Kiyotsugu)
Voix japonaise : Atsushi Kisaichi
Le père de Sakiko et gendre de Sadaharu, qui a été désavoué par la famille Togawa à la suite de son implication dans une affaire de fraude.
Sadaharu Togawa (豊川 定治, Togawa Sadaharu)
Voix japonaise : Masaki Terasoma
Le grand-père de Sakiko et dirigeant du groupe Togawa conglomérat.
Minami Mori (森 みなみ, Mori Minami)
Voix japonaise : Miyuki Sawashiro
Une actrice acclamée et la mère de Mutsumi.

## Production
Le réalisateur Kōdai Kakimoto a confié lors d'interviews que MyGO!!!!! et Ave Mujica avaient été conceptualisés simultanément et devaient être créés comme des opposés polaires. Cela a incité l'équipe de production à souligner leurs contrastes et la formation d'Ave Mujica en coulisses lors de la diffusion de It's MyGO!!!!!, alors qu'Ave Mujica était en production,. L'écriture de l'histoire, et la conclusion de celle de It's MyGO!!!!!, ont également conduit l'équipe à décider de structurer son treizième et dernier épisode comme le pilote d'Ave Mujica. Kakimoto a ensuite expliqué que les deux anime étaient diamétralement opposés : tandis que It's MyGO!!!!! était un drama pour jeunes où les membres exprimaient leurs émotions brutes et se produisaient dans de simples salles de concert, Ave Mujica, en comparaison, est une histoire de suspense psychologique où les membres dissimulaient leurs émotions derrière des masques lors de représentations d'opéra au théâtre.
Dans une interview, Kanon Takao et Yuzuki Watase ont commenté le processus de doublage, le qualifiant de difficile en raison de la forte charge émotionnelle des scènes de l'anime, mais ont qualifié leur expérience de positive pour leur développement en tant qu'actrices. Takao a évoqué une scène du premier épisode où Sakiko pleure, qui, selon elle, « a extrait les meilleurs moments d'un très long enregistrement de mes pleurs ». Elle a également évoqué l'enregistrement des dialogues pour un rebondissement tardif de la série, dont les détails lui avaient été cachés avant l'enregistrement afin de susciter une véritable réaction vocale.
Selon le président du studio, Hiroaki Matsuura, la scène du monologue de l'épisode 11 a été créée avec l'aide de l'acteur de théâtre Keina Kiriyama. L'équipe de production de l'animation a installé cinq caméras en studio pour enregistrer la performance physique de Kiriyama. Matsuura a salué la compréhension approfondie du scénario et le jeu exceptionnel de Kiriyama, soulignant que cette approche collaborative représentait également un défi pour la production de Sanzigen.

## Media

### Anime
À la suite de la sortie du treizième et dernier épisode de It's MyGO!!!!! le 14 septembre 2023, une série télévisée animée centrée sur Ave Mujica, sa suite directe, a été annoncée. Produite par Sanzigen, elle a fait appel à une grande partie de l'équipe de It's MyGO!!!!!, avec Kōdai Kakimoto à la réalisation et Yuniko Ayana à l'écriture et à la supervision des scénarios. La série a été diffusée du 2 janvier au 27 mars 2025 sur Tokyo MX et d'autres chaînes. Le générique d'ouverture est «KiLLKiSS» et le générique de fin «Georgette Me, Georgette You», tous deux interprétés par le groupe éponyme.
Crunchyroll a licencié la série en Amérique du Nord, en Amérique latine (sauf au Brésil), en Océanie, en Afrique du Sud et dans certains territoires européens sous le titre Ave Mujica - The Die is Cast -. Muse Communication a licencié la série en Asie du Sud-Est.

## Suite
Une suite de It's MyGO!!!!! et d'Ave Mujica a été annoncé après la sortie du treizième et dernier épisode de l'anime le 27 mars 2025, le tournage étant effectué en Europe du Nord.